# Bloch MB.210
MB.210 và MB.211 là mẫu máy bay kế sau loại máy bay ném bom Bloch MB.200 do hãng Societé des Avions Marcel Bloch của Pháp chế tạo vào thập niên 1930.

## Biến thể
MB.210.01
Mẫu thử đầu tiên, lắp 2 động cơ 596 kW (800 hp) Gnome-Rhône 14Kdrs / Gnome-Rhône 14Kgrs.
MB.210Bn.4
Phiên bản sản xuất đầu tiên, lắp 2 động cơ Gnome-Rhône 14N-10 / Gnome-Rhône 14N-11.
MB.210Bn.5
Biến thể do Hanriot chế tạo, kíp lái nhiều hơn.
MB.210H
Phiên bản thủy phi cơ, lắp 2 động cơ Gnome-Rhône 14Kirs.
MB.211.01
Mẫu thử lắp 2 động cơ 641 kW (860 hp) Hispano-Suiza 12Y.
MB.212
Đề án
MB.218
Đề án

## Quốc gia sử dụng
BulgariaKhông quân Bulgaria
 Pháp
- Không quân Pháp
- Hải quân Pháp

 GermanyLuftwaffe
 RomâniaKhông quân Hoàng gia Romania
 Cộng hòa Tây Ban NhaKhông quân Cộng hòa Tây Ban Nha

## Tính năng kỹ chiến thuật (MB.210Bn.5)
War Planes of the Second World War: Volume Seven  

### Đặc điểm riêng
- Tổ lái: 5
- Chiều dài: 18,83 m (61 ft 9 in)
- Sải cánh: 22,82 m (74 ft 10 in)
- Chiều cao: 6,70 m (21 ft 11¾ in)
- Diện tích cánh: 62,5 m² (673 ft²)
- Trọng lượng rỗng: 6.413 kg (14.109 lb)
- Trọng lượng có tải: 9.720 kg (21.385 lb)
- Trọng lượng cất cánh tối đa: 10.221 kg (22.487 lb)
- Động cơ: 2 × Gnome-Rhône 14N-10 / Gnome-Rhône 14N-11, 709 kW (950 hp) mỗi chiếc

### Hiệu suất bay
- Vận tốc cực đại: 322 km/h (174 kn, 200 mph)
- Vận tốc hành trình: 240 km/h (130 kn, 149 mph)
- Tầm bay: 1.700 km (918 nmi, 1.056 mi)
- Trần bay: 9.900 m (32.480 ft)
- Lực nâng của cánh: 156 kg/m² (31,8 lb/ft²)
- Lực đẩy/trọng lượng: 0,15 kW/kg (0,089 hp/lb)

### Vũ khí
- 3 khẩu MAC 1934 7,5 mm (.295 in)
- 1.600 kg (3.520 lb) bom